# Національний Гербарій України
Заснований: 1921
Кількість зразків: 1 500 000
Цінні колекції: В. Г. Бессер, Ж. Е. Жілібер, М. В. Клоков, П. С. Рогович, М. С. Турчанінов, В. М. Черняєв, І. Ф. Шмальгаузен, типові зразки.
Географічні райони: Україна; Західна, Центральна, Східна Європа, Азія, Північна і Південна Америка, Африка, Австралія.

## Історія
Національним гербарієм України вважається Гербарій судинних рослин Інституту ботаніки АН України, започаткований в 1921 р. при Ботанічному кабінеті Всеукраїнської Академії наук, яким керував відомий флорист та систематик, академік О. В. Фомін. Разом з тим, в 1922 р. при Укрнауці — Управлінні наукових установ Народного комісаріату освіти — була створена науково-дослідна кафедра ботаніки, яка в 1927 р. була реорганізована в Науково-дослідний інститут ботаніки Укрнауки. В квітні 1931 р. на базі Ботанічного кабінету ВУАН та Науково-дослідного інституту ботаніки Укрнауки організувався Інститут ботаніки АН УРСР, першим директором якого став О. В. Фомін. Протягом всіх років становлення Інституту у його складі існував і розвивався гербарій вищих рослин, основними колекторами якого були Дмитро Костянтинович Зеров, М. М. Підоплічко, М. К. Гродзинський, А. М. Окснер, М. В. Дубовик, С. О. Іллічевський, С. О. Постригань, а пізніше Ю. Д. Клеопов, О. Д. Вісюліна, А. І. Барбарич, які поповнили колекції гербарію численними зборами з околиць м. Києва, Київської, Полтавської, Чернігівської, Кіровоградської, Черкаської, Луганської, Донецької та інших областей України.
Поряд із київською складовою частиною гербарію Інституту ботаніки існувало й не менш важливе харківське джерело гербарних колекцій України. При Ботанічному саду Харківського інституту народної освіти був створений відділ Гербарію, яким керував Є. М. Лавренко. В 1928 р. відділ був переданий Інституту прикладної ботаніки, а пізніше Інституту соціалістичного землеробства. До складу цього гербарію входили колекції флори Харківської області, гербарій російської флори, зібрані кількома поколіннями вчених Харківського університету, почав формуватися гербарій світової флори, а також надзвичайно цінні колекції В. М. Черняєва та М. С. Турчанінова. Великий вклад у поповнення колекцій Гербарію внесли М. В. Клоков, М. І. Котов, О. В. Прянишников, М. І. Алексеєнко, М. В. Куксін, А. Д. Алексеєв, Н. О. Шостенко, М. Д. Рижутін, П. О. Опперманн, П. К. Козлов, Ф. Я. Левіна, І. Г. Зоз, С. М. Лавренко. В повоєнний період харківські колекції були об'єднані з київськими, чим завершився найважливіший етап у формуванні українського центрального республіканського Гербарію.
З 1954 р. можна спостерігати розквіт гербарної справи, коли була сформована основна частина колекцій Гербарію флори України. Великий внесок у їх збагачення, оформлення та ідентифікацію внесли М. І. Котов, Ю. Д. Клеопов, А. І. Барбарич, Д. М. Доброчаєва, Є. Д. Карнаух, З. Ф. Катіна, О. Д. Вісюліна, Г. О. Кузнецова.
Пізніше почався етап детального вивчення регіональних флор. Гербарій поповнився зборами М. І. Котова, А. І. Барбарича, Д. М. Доброчаєвої, О. М. Дубовик, В. В. Протопопової, Б. В. Заверухи, В. І. Чопика, Ю. Р. Шеляг-Сосонка, Т. Я. Омельчук-М'якушко, С. С. Морозюк, О. П. Мринського, В. С. Ткаченка, А. М. Краснової, А. І. Кузьмичова, Т. Л. Андрієнко, З. А. Саричевої, Л. С. Панової, Л. І. Крицької, Н. П. Лоскот-Скрипник, С. М. Зиман, А. П. Ільїнської, Я. П. Дідуха, М. М. Федорончука, Л. М. Сипайлової, Д. В. Дубини, а пізніше — В. В. Новосада, С. Л. Мосякіна та ін. Здійснювались навколосвітні рейси на науково-дослідних суднах, що значно збагатили колекції світової флори (збори Д. М. Доброчаєвої, Л. М. Сипайлової, Б. В. Заверухи, Л. І. Мусатенко, А. В. Чернявського та ін.).
Гербарій флори судинних рослин складається з 4 відділів:
- Гербарій флори України;
- Гербарій флори СРСР;
- Гербарій світової флори;
- Фонд обмінного (дублетного) матеріалу.

Важливою складовою частиною Гербарію є іменні гербарні колекції Ж. Е. Жілібера, В. Г. Бессера, О. С. Роговича, І. Ф. Шмальгаузена, М. С. Турчанінова, М. В. Клокова.

## Гербарійфлори України
Найбільшою і основною частиною Національного Гербарію України є Гербарій флори України, який нараховує 550 тис. гербарних зразків. Найстаріші матеріали, які датуються минулими століттями, належать Ф. Біберштейну (з території колишньої Харківської губернії та Криму), В. В. Монтрезору (Поділля), В. М. Черняєву, В.I. Талієву, Г.I. Ширяєву (лівобережна Україна, частково Крим), К. Л. Гольде (Крим), В. Лоначевському (околиці Києва) та ін. Значне місце серед колекцій Гербарію флори України посідають зразки, зібрані М. І. Котовим (вся територія України), А. І. Барбаричем (Полісся, Закарпаття, Донбас, Крим), Д. М. Доброчаєвою (Карпати, Полісся, Степ, Донбас, Крим), О. Д. Вісюліною (Правобережний Лісостеп і Степ), Ю. Д. Клеоповим (Донбас, Київська, Черкаська, Хмельницька область), Є. Д. Карнаух (Донбас, Крим), М. В. Клоковим (Харківська обл, Причорномор'я, Крим), Г. О. Кузнецовою (Західний Лісостеп, Причорномор'я, Крим), Г. І. Біликом (Правобережна Україна, Лісостеп, Степ, Крим), Д. Я. Афанасьєвим (луки України), Ф. О. Гринем (Лісостеп, Степ, Крим), Дмитром Зеровим (Карпати, Полісся, Полтавська та Черкаська області), А. М. Окснером (Херсонська, Кіровоградська області), А. А. Зап'ятовою (Закарпаття, Полісся), З. Ф. Катіною (Правобережна Україна), Є. М. Лавренком (Харківська область, Донбас, лівобережжя Лісостепу та Степу), М. І. Косцем (Карпати, Донбас), Є. М. Брадіс (Карпати, Полісся) та ін. На основі гербарних зразків, зібраних цими вченими, було задокументоване майже все біологічне різноманіття флори судинних рослин України. Окремі види під впливом господарської діяльності людини в природі вже не існують і збереглись лише в гербарії. Тільки на гербарних етикетках залишились назви багатьох місцезнаходжень.
Протягом наступного етапу своєї діяльності, пов'язаного з вивченням флори та рослинності окремих регіонів України, Гербарій збагатився зборами О. М. Дубовик (Донецький Лісостеп, Карпати, Крим та ін.), В. В. Протопопової (Причорномор'я, Крим, Полісся та ін.), Б. В. Заверухи (Волино-Поділля), О. П. Мринського (Лівобережний Лісостеп), С. С. Морозюк (Донбас, Крим, Закарпаття), Т. Я. М'якушко (окол. Києва, Крим, Донбас), А. М. Краснової (Приазов'я), Н. П. Лоскот-Скрипник (Присивашшя, Крим), Л. I. Крицької (Причорномор'я, Крим, Приазов'я, Західний Лісостеп), С. М. Зиман (Закарпаття, Донбас, Крим), В. I. Чопика (Карпати), В. В. Осичнюка (Причорномор'я, Приазов'я), Л. С. Панової (Приазов'я), Ю. Р. Шеляг-Сосонка (Прикарпаття, Полісся), З. А. Саричевої (Лівобережний Лісостеп), В. С. Ткаченка (Приазов'я, Донбас), Т. Л. Андрієнко (Полісся), Л. М. Сипайлової (Полісся), Д. В. Дубини (Причорномор'я), Я. П. Дідуха, В. В. Новосада (Крим), С. Л. Мосякіна (Полісся, Крим, Карпати) та ін.
Значне місце в Гербарії судинних рослин займають зразки синантропної флори, вивченню якої в Інституті завжди приділялась значна увага. Найчисленнішими серед них є збори М.I. Котова, В. В. Протопопової, С. Л. Мосякіна. Гербарій містить матеріали з групи раритетних видів рослин, занесених до «Червоної книги України» та «Європейського червоного списку тварин і рослин, що знаходяться під загрозою знищення у всесвітньому масштабі». В процесі таксономічного вивчення окремих родин та родів флори України зібраний серійний гербарний матеріал Д. М. Доброчаєвою (Boraginaceae, Centaurea L.), О. М. Дубовик (Poaceae, Astragalus L., Centaurea L., Genista L., Galium L.), Л. I. Крицькою (Astragalus L., Achillea L., Lotus L.,Medicago L., Onobrychis Mill., Caryophylaceae: Herniaria L., Otites Adans., Stellaria L., etc.), Т. Я. М'якушко (Alliaceae), В. В. Протопоповою (Artemisia L., Chenopodiaceae, Amaranthaceae, Erigeron L., Xanthium L.), А. П. Ільїнською (Brassicaceae), М. М. Федорончуком (Apiaceae, Crataegus L., Vicia L., Caryophyllaceae: Dianthus L., Silene L., etc.), О. М. Царенко (Gypsophila L.), М. В. Шеверою (Chamaecytisus Link, Cerastium L., Oenothera L.), А. В. Чернявським (Salvia L.), С. Л. Мосякіним (Chenopodiaceae, Amaranthaceae, Artemisia L., Corispermum L.), I.A. Тимченко (Orchidaceae), C.М. Зиман (Ranunculaceae), О. Л. Ловеліус (Alchemilla L.). В Гербарії зберігаються колекції вікових стадій представників родин Ranunculaceae, Rosaceae, Fabaceae (С.M. Зиман).

## Гербарій флори СРСР
Друге місце серед колекцій Гербарію судинних рослин займає Гербарій флори території колишнього Радянського Союзу, який містить близько 200 тис. зразків. Його фонди сформовані головним чином на основі гербарних зборів співробітників Інституту ботаніки, серед яких найбільшими є матеріали М. I. Котова (Молдова, Білгородська область РРФСР, Латвія, Кавказ, Башкортостан, Сибір, Центральний Тянь-Шань); Є. I. Бордзіловського (Білорусь, Вірменія); А. М. Окснера (Далекий Схід), Ю. Д. Клеопова (Молдова, Тамбовська, Орловська область Росії); М. П. Введенського (Кавказ); О. М. Дубовик (Литва, Карельський перешийок, південь Середньоросійської височини, Нижній Дон, Західне Закавказзя, Південний Урал); Д. М. Доброчаєвої (Кавказ, Сибір, Середня Азія, Далекий Схід), Б. В. Заверухи (Середня Азія, Кавказ, Далекий Схід), Л. М. Сипайлової (Камчатка, Курили) та ін. Значна частина гербарних зразків одержана шляхом обміну з ботанічних установ Росії, Грузії, Узбекистану та ін. У цьому відділі Гербарію зібраний багатий матеріал з окремих систематичних груп: Asteraceae (Centaurea L., Achillea L., Hieracium L., Senecio L.), Campanulaceae (Campanula L.), Caryophyllaceae (Dianthus L., Silene L.), Chenopodiaceae (Chenopodium L., Salsola L.), Cyperaceae (Carex L.), Fabaceae (Astragalus L. L., Medicago L.), Lamiaceae (Ajuga L., Phlomis L.), Poaceae (Bromus L., Festuca L., Stipa L.), Polygonaceae (Polygonum L.), Ranunculaceae (Anemone L., Ranunculus L.), Rosaceae (Rosa L.), Scrophulariaceae (Pedicularis L.) та ін. Гербарні зразки тут розміщені за ботаніко-географічними районами «Флоры СССР».

## Гербарій світової флори
До складу колекцій Гербарію світової флори входить близько 150 тис. гербарних зразків, що представляють значну частину видового різноманіття земної кулі. Фонди цього відділу Гербарію створені на основі матеріалів, одержаних переважно шляхом обміну дублетними матеріалами з Гербаріями світу. Такі зв'язки встановлені більш як із 40 ботанічними установами, серед яких найчисельніші гербарні надходження, одержані з США, Канади, Австралії, Чехії, Словаччини, Болгарії, Польщі, Фінляндії, Великої Британії, Австрії та ін. Велику частину фондів Гербарію світової флори складають матеріали співробітників Інституту, зібрані під час навколосвітніх експедицій на науково-дослідних суднах «Академік Вернадський» та «Дмитрий Менделеев» Д. М. Доброчаєвою, Л. М. Сипайловою, Л.I. Мусатенко, Б. В. Заверухою, А. В. Чернявським та ін. з Сейшельських островів, Середземномор'я. Деяка частина зразків зібрана науковцями Інституту під час експедиційних виїздів, приватних поїздок та екскурсій за кордон, серед яких заслуговують на увагу матеріали М. І. Котова з Болгарії, Д. М. Доброчаєвої з Італії та Канади, С. Л.  Мосякіна з США, М. М. Федорончука з Чехії, Я. П. Дідуха з Польщі та Іспанії, М. В. Шевери з Польщі та Чехії.

## Обмінний фонд
Обмінний фонд нараховує 15-20 тис. дублетних гербарних зразків видів судинних рослин флори України, призначених для обміну з іншими ботанічними установами. Він постійно поповнюється співробітниками відділу флористики і систематики Інституту в процесі експедиційного вивчення регіональних флор та дослідження окремих таксонів.

## Іменні гербарні колекції
Іменні гербарні колекції є надзвичайно важливою складовою частиною фондів Гербарію, значення якої важко переоцінити. Вони містять не тільки інформацію про видовий склад таксонів чи територій, а й відображають характер та науковий рівень ботанічних досліджень певного історичного періоду, під час якого формувалася колекція. В Інституті зберігаються іменні колекції Ж. Е. Жілібера, В. Г. Бессера, М. С. Турчанінова, О. С. Роговича, В. М. Черняєва, I.Ф. Шмальгаузена, М. В. Клокова.

### Гербарій Ж.Е.Жілібера
Колекція французького вченого Ж. Е. Жілібера (1741–1814), який протягом кількох років працював у містах Гродно та Вільно (Вільнюс) є найстарішою серед інших. На основі гербарію написана низка робіт, серед яких найвідоміша «Flora Lithuanica inchoata» (1781–1782). До колекції, яка складається з двох частин: систематичної та регіональної, входить близько 4000 гербарних аркушів. Систематичний гербарій (1539 г.а.) розміщений за системою К. Ліннея. Тут зберігаються окремі автентичні зразки видів, описаних засновником колекції, є частина видів з інших регіонів, а також декоративні та адвентивні рослини. Рослини, які дійшли до нашого часу в хорошому стані, наклеєні на аркушах білого паперу розміром 44х28 та 43х27 см, зв'язані у теки і складені в коробки, обтягнуті шкірою. Регіональний гербарій (2400 г.а.) включає рослини з околиць м. Гродно, невелику кількість з яких становлять мохи та лишайники. Він складається з 34 тек по 150–160 аркушів розміром 32х51 см. Визначення рослин написані безпосередньо на гербарних аркушах без зазначення місцезнаходжень.

### Гербарій В.Г.Бессера
Колекція Віллібальда Готлібовича Бессера нараховує понад 60 тис. гербарних аркушів. Загербаризовані рослини лежать вільно в обгортках із грубого сірого паперу (40х25 см), зв'язаних в теки по 100 і більше екземплярів. Колекція належить до непересічних зібрань як за кількісними, так і за якісними характеристиками її матеріалів. Вона включає матеріали з території Правобережної України, Причорномор'я, колишньої Київської губернії, які становлять її основу, а також гербарні збори інших колекторів із Західної Європи та середньої смуги Східної Європи, Кавказу, Сибіру, Індії, Африки, Австралії, Америки та ін. Особливе місце в колекції В. Г. Бессера займають матеріали його учня А. Л. Андржієвського, серед яких зберігаються автентичні зразки видів, описаних ним з території України.

### Гербарій В.М.Черняєва
В. М. Черняєв (1793–1871) — професор ботаніки Харківського університету, видатний дослідник флори південно-східної та середньої частини Росії. Він та його учень I. Калениченкозробили значний внесок у вивчення флори східної частини України. Гербарна колекція В. М. Черняєва нараховує більше 37 тис. гербарних аркушів. Рослини та етикетки лежать вільно у видових обгортках стандартних розмірів, складених у гербарні пачки. Матеріал розміщений за системою А. Декандоля. Колекція містить зразки з Росії, а також Франції, Італії, Іспанії, Швейцарії, зібрані В. М. Черняєвим i, частково, іншими колекторами. Збори В. М. Черняєва з території України (Полтавська, Сумська, Харківська, Донецька області) інсеровано в Гербарій української флори.

### Гербарій П.С.Роговича
П. С. Рогович (1812–1878) — професор Київського університету, відомий флорист XIX ст., автор «Обозрения семенных и высших споровых растений, входящих в состав флоры Киевского учебного округа» (1869), «Обозрения сосудистых и полусосудистых растений, входящих в состав флоры губерний: Киевской, Черниговской и Полтавской» (1855), які прислужилися наступним поколінням ботаніків при написанні «Флори УРСР». Його колекція, на основі якої були написані ці праці, нараховує 12 260 гербарних аркушів (1469 видів із 547 родів і 92 родин) флори колишнього Київського Навчального Округу (Волинь, Поділля, Київська, Чернігівська, Полтавська області), над вивченням якої вчений працював протягом багатьох років. Гербарій зберігається в 95 коробках з грубого картону, кожна з яких споряджена наклейкою: «Гербарий флоры юго-западной России профессора А. С. Роговича».

### Гербарій I.Ф. Шмальгаузена
I.Ф. Шмальгаузен (1849–1894) — професор Київського університету, видатний флорист, систематик, морфолог, палеонтолог, автор відомих праць «Флора юго-западной России» (1886) та «Флора Средней и Южной России, Крыма и Северного Кавказа» (1895–1897), при написанні яких були використані матеріали гербарію. Колекція була остаточно сформована в післяреволюційні роки, тому носить назву «Гербарій флори Європейської частини СРСР». Вона складається з 120 коробок із грубого картону, що містять 21 827 г. а., 3840 видів із 97 родин та 848 родів (Барбарич, Казанська, 1974), розміщених головним чином за системою А. Декандоля. До колекції увійшли збори I.Ф. Шмальгаузена, а також матеріали, надані йому Й. К. Пачоським, В.I. Липським та іншими колекторами.

### Гербарій М.С.Турчанінова
Гербарію М. С. Турчанінова (1796–1863) належить особливе місце серед персональних колекцій світу, про що свідчить постійний інтерес до нього збоку міжнародної ботанічної громадськості. Він нараховує близько 150 тис. гербарних аркушів (53 тис. видів судинних рослин, серед яких є значна кількість автентичних зразків та типів видів, описаних ученим з різних континентів). Гербарій створювався протягом 35 років (з 1828 р. до кінця життя) шляхом власних зборів автора та обміну з відомими вченими-ботаніками, його сучасниками, які працювали в багатьох країнах світу. Серед них Декандоль, Хукер, Буасьє, Томсон, Уолліх, Браун, Бентам, Драммонд, Жильбер, Лінден, Гарднер, Бланше, Клауссен, Метьюз, Шимпер, Кочі, Гогенакер та ін. В іменній колекції зберігаються матеріали з Південної, Західної та Середньої Європи, Малої, Центральної та Південно-Східної Азії, островів Океанії, Австралії, Африки, Північної, Центральної та Південної Америки. У складі іменного гербарію виділено окрему колекцію номенклатурних типів новоописів ученого, яка нараховує 1120 гербарних зразків (М'якушко та ін., 1979; 1981). Оформлення гербарію досить оригінальне. Загербаризовані рослини та етикетки лежать вільно у видових обгортках блакитного кольору розміром 55х35 см. У більшості випадків на одному такому аркуші розміщено кілька рослин (як одного так і різних видів), кожна з яких супроводжується етикеткою. Матеріал розміщений за системою А. Декандоля.

### Гербарій М.В.Клокова
Колекція професора, заслуженого діяча науки України Михайла Васильовича Клокова належить до найновіших іменних колекцій Гербарію Інституту ботаніки. Її засновник, видатний український систематик, який описав понад 600 нових для науки видів. Колекція містить понад 20 тисяч гербарних зразків, зібраних ним та його колегами-ботаніками. Характерною рисою колекції, яка є найголовнішим критерієм її цінності, є зібрання серійного матеріалу, що відображає внутрішньовидовий поліморфізм з цілого ряду критичних у систематичному відношенні груп судинних рослин, серед яких роди Stipa L., Bromopsis Fourr. (Poaceae), Cerastium L., Minuartia L., Dianthus L., Otites Adans. (Caryophyllaceae), Thymus L., Phlomis L. (Lamiaceae), Tragopogon L., Centaurea L. (Asteraceae) та інші. Колекція має каталог. Рослини зберігаються в теках і змонтовані за сучасними правилами гербарної справи. Робота над її упорядкуванням продовжується.